# Eugeniusz Ferdynand Habsburg
Eugeniusz Ferdynand „Erzi” Habsburg (ur. 21 maja 1863 w Groß Seelowitz, zm. 30 grudnia 1954 w Merano) – arcyksiążę austriacki, marszałek polny cesarskiej i królewskiej Armii, wielki i niemiecki mistrz zakonu krzyżackiego w latach 1894–1923.

## Życiorys
Był najmłodszym synem arcyksięcia Karola Ferdynanda z linii Habsburgów cieszyńskich i arcyksiężnej Elżbiety Marii, córki Józefa Antoniego Habsburga, palatyna Węgier.
W młodości studiował historię sztuki, uczył się też stolarstwa. Poświęcił się karierze wojskowej. W 1877 został oficerem w Tyrolskim Pułku Strzelców Cesarskich, podjął naukę w Terezjańskiej Akademii Wojskowej. Po jej ukończeniu został przyjęty w 1884 do zakonu krzyżackiego. W 1887 został pasowany na rycerza i ogłoszony koadiutorem wielkiego mistrza. W roku 1898 odziedziczył Zamek Hohenwerfen, który przebudował na swoją siedzibę. Zgromadził w nim poważne zbiory sztuki i historycznej broni.
Równocześnie piął się po szczeblach kariery wojskowej w Austro-Węgrzech. W 1894 został honorowym dowódcą ("właścicielem") 4 Dolnoaustriackiego Pułku Piechoty Wielkiego Mistrza Zakonu Krzyżackiego. W 1894 po śmierci Wilhelma Habsburga został wielkim i niemieckim mistrzem zakonu krzyżackiego. Jako zwierzchnik zakonu dużo podróżował po Europie reprezentując cesarza Franciszka Józefa I i Dom Habsbursko-Lotaryński. W 1896 uczestniczył w Moskwie w uroczystościach koronacyjnych Mikołaja II Romanowa. Wizytował też podległe mu baliwaty i komturie.
W latach 1900–1908 dowodził XIV Korpusem w Innsbrucku.W przededniu wybuchu I wojny światowej Eugeniusz Ferdynand Habsburg był generałem kawalerii i komendantem obrony Tyrolu. Gdy rozpoczęły się działania wojenne, został awansowany na dowódcę 5 Armii, która walczyła na Bałkanach. Później został przeniesiony na front włoski, gdzie odegrał ważną rolę w bitwie pod Caporetto. W 1916 został awansowany na marszałka polnego.
Jako wielki mistrz zakonu krzyżackiego organizował szpitale polowe i lazarety, w których posługę pełniły krzyżackie siostry zakonne oraz bracia-kapelani.
W 1918 po upadku monarchii austro-węgierskiej Eugeniusz Ferdynand Habsburg został zdymisjonowany z zajmowanych stanowisk przez nowy rząd Austrii. Obawiając się o dalsze istnienie zakonu krzyżackiego i jego niepewną sytuację jako silnie związanego z dynastią habsburską postanowił zrezygnować z urzędu wielkiego mistrza. Na swojego następcę wyznaczył biskupa Norberta Kleina z Brna, którego uczynił nieoficjalnie swoim koadiutorem. W 1923 zrezygnował ze zwierzchnictwa nad zakonem krzyżackim.
Zamieszkał w Szwajcarii, początkowo w Lucernie, później w Bazylei, w 1934 powrócił jednak do Austrii. Osiadł w Gumpoldskirchen, a od 1938 w Wiedniu. Kiedy w roku 1931 Zamek Hohenwerfen spłonął, odbudował go z własnych środków. Niemniej w roku 1938 był zmuszony sprzedać go Okręgowi Rzeszy Salzburg. Po II wojnie światowej mieszkał pod Innsbruckiem.
Zmarł w 30 grudnia 1954 podczas pobytu w sanatorium w Merano. Pochowany został w katedrze św. Jakuba w Innsbrucku.

## Odznaczenia
Austro-węgierskie
- Order Złotego Runa (1878)[3]
- Krzyż Wielki Orderu Wojskowego Marii Teresy (1917)
- Krzyż Wielki Orderu Świętego Stefana (1911)
- Wielki Mistrz Zakonu Krzyżackiego (1894)
- Wielka Komandoria Krzyża Mariańskiego (1886)
- Krzyż Zasługi Wojskowej I Klasy z Dekoracją Wojenną i Brylantami (1917)
- Krzyż Zasługi Wojskowej I Klasy z Dekoracją Wojenną (1915)
- Krzyż Zasługi Wojskowej z Brylantami (1908)
- Krzyż Zasługi Wojskowej (1898)
- Wielki Złoty Medal Zasługi Wojskowej (1916)
- Srebrny Medal Zasługi Wojskowej z Mieczami (1917)
- Srebrny Medal Zasługi Wojskowej pokojowy (1911)
- Brązowy Medal Zasługi Wojskowej wojenny (1915)
- Brązowy Medal Zasługi Wojskowej pokojowy (1905)
- Krzyż Jubileuszowy Wojskowy (1908)
- Medal Jubileuszowy Pamiątkowy dla Sił Zbrojnych (1898)
- Odznaka za Służbę Wojskową III klasy (1902)
- Gwiazda Zasługi z Dekoracją Wojenną Odznaki Honorowej Czerwonego Krzyża (1915)

Zagraniczne
- Krzyż Wielki Orderu Gwiazdy (1881, Rumunia)
- Krzyż Wielki Orderu Karola III (1883, Hiszpania)
- Krzyż Wielki Orderu Zasługi Wojskowej (1890, Portugalia)
- Order Orła Czarnego (Prusy, 1891)
- Krzyż Wielki Orderu Ludwika (1892, Hesja)
- Krzyż Wielki Orderu Świętego Józefa (1896, Toskania)
- Order Świętego Andrzeja (1896, Rosja)
- Order Świętego Aleksandra Newskiego (1896, Rosja)
- Order Orła Białego I klasy (1896, Rosja)
- Order Świętej Anny I klasy (1896, Rosja)
- Order Domowy Chakri I klasy (1897, Syjam)
- Order Królewski Serafinów (1897, Szwecja)
- Medal Królewski Jubileuszowy (1897, Szwecja)
- Order Najwyższy Chrystusa (1904, Watykan)
- Krzyż Wielki Orderu Ernestyńskiego (1904, Saksonia)
- Łańcuch Orderu Karola III (1907, Hiszpania)
- Krzyż Wielki Orderu Grobu Świętego (1907, Watykan)
- Krzyż Wielki Królewskiego Orderu Wiktoriańskiego (1908, Wlk. Brytania)
- Medal Regencji Królowej Marii Krystyny (1909, Hiszpania)
- Wielka Wstęga Orderu Leopolda (1910, Belgia)
- Krzyż Żelazny I i II klasy (1915, Prusy)
- Wielki Komandor Orderu Hohenzollernów z Mieczami (1915, Prusy)
- Krzyż Wielki Orderu Wojskowego Maksymiliana Józefa (1915, Bawaria)
- Złoty i Srebrny Medal Zasługi (1916, Turcja)
- Krzyż Fryderyka Augusta I i II klasy (1916, Oldenburg)
- Order Wojskowy Pour le Mérite (1916, Prusy)
- Krzyż Wielki Orderu Sokoła Białego (1916, Saksonia-Weimar)
- Odznaka Honorowa Czerwonego Krzyża (1916, Bułgaria)
- Order Wojskowy Pour le Mérite z Liśćmi Dębu (1917, Prusy)
- Krzyż Wielki Orderu Zasługi Wojskowej (1918, Wirtembergia)